# Otto Kalkoff
Otto Kalkoff (* 3. Dezember 1887 in Freiburg im Breisgau; † unbekannt) war ein deutscher Verleger, Werbeunternehmer und Marketing-Experte.

## Leben
1901 begann Kalkoff eine Lehre bei der Druckerei Trowitzsch & Sohn in Frankfurt (Oder). Sein Weg führte ihn in die Verlage von August Scherl, Berlin; Willi Kraus Österreichische Verlagsanstalt, Wien; Verlagsanstalt Buntdruck, Berlin; Verlag Deutscher Bauernbund, Berlin, und Norddeutsche Verlagsanstalt, Berlin. 1914 gründete er sein eigenes Unternehmen, die Verkehrs-Propaganda-Gesellschaft mbH in Berlin. Kurz nach der Unternehmensgründung brach jedoch der Erste Weltkrieg aus. Kalkoff wurde Soldat im Leib-Grenadier-Regiment 8 und diente bis zum Kriegsende.
1922 übernahm er die Aktiengesellschaft für Reklame (auch: A. G. für Reklame) in der Voßstraße 18, die im April 1922 von der Stadt Berlin die Konzession erhielt, Werbetafeln an Straßenbeleuchtungsmasten und an Pfosten für Straßenschilder anzubringen. Ähnliche Verträge schloss die Firma mit Leipzig, Stettin und Magdeburg. Kalkoff wurde so ein bedeutender Unternehmer der rasch anwachsenden Außenwerbung und Verkehrsmittelwerbung in großen Städten. Beim unternehmerischen Einstieg half ihm sein älterer Bruder, der erfahrene, etablierte Verleger Hermann Kalkoff aus Biesenthal bei Berlin, der neben Direktor Hans Bock nominell im Vorstand der mit zwei Millionen Mark Grundkapital ausgestatteten AG saß. Als weitere Direktoren kamen – neben Bock und Hermann Kalkoff – der frühere General Josias von Heeringen und Benno Fürst dazu. Heeringen und Bock brachten alle Geschäftsanteile der bisherigen Strala Reklame GmbH ein, die sich auf Straßenlaternen-Werbung (daher „Strala“) spezialisiert hatte. Im Aufsichtsrat saßen Heeringen, der Rechtsanwalt Ernst Dahlmann, der Professor Ernst Jäckh sowie der DDP-Politiker Erich Koch-Weser, früherer Oberbürgermeister von Kassel sowie frühere Vizekanzler und Reichsminister. Auch bei der kooperierenden H. W. G. Hastrag Werbegesellschaft mbH / Haltestellen Reklamegesellschaft mbH in Berlin wurde Bruder Hermann Kalkoff Ko-Geschäftsführer. Warum es zu diesen Konstruktionen kam, bei denen Hermann Kalkoff für seinen Bruder Otto die nominelle Geschäftsführung übernahm, ist nicht bekannt; der Ältere führte seine eigenen Verlage selbst.
Im Mai 1928 kehrte Otto Kalkoff ins Verlagswesen zurück. Er erwarb mit Hilfe seines älteren Bruders Hermann Kalkoff die 1913 von Wilhelm Seidel gegründete, bisher im Industrieverlag Spaeth & Linde, Berlin und Wien, erscheinende Fachzeitschrift Seidels Reklame (oft als Kürzel: SR). Zeitweilig war Hermann Kalkoff Geschäftsführer. Er schied jedoch im September 1930 aus, und Otto Kalkoff übernahm die Geschäftsführung selbst. Seidels Reklame wurde im 19. Jahrgang im Mai 1935 umbenannt in Werben und Verkaufen: das Blatt für wirtschaftliche Werbung. Begründet wurde dies mit der Ausweitung der Zielgruppe über die Werbefachleute, Werbeleiter und Werbeberater und engere Werbewirtschaft hinaus. Die Zeitschrift sollte nun alle an Werbearbeit interessierten Unternehmer, Manager und Verkaufsleiter aus Industrie, Handel und Gewerbe ansprechen. Die Zeitschrift begleitete die rasch fortschreitende Professionalisierung der Werbeberufe. Sie wurde im März 1942 eingestellt.
Kalkoff, der sich seit Jahren in Fach- und Branchenverbänden wie dem Verband Deutscher Verkehrsreklame-Unternehmungen e. V. engagierte, wurde vom Reichsministerium für Volksaufklärung und Propaganda berufen als Mitglied im 1933 geschaffenen Werberat der deutschen Wirtschaft, einer Anstalt des öffentlichen Rechts in der Zeit des Nationalsozialismus, welche der politischen Wirtschaftslenkung und Gleichschaltung der Werbewirtschaft diente.
Kalkoffs weiterer Verbleib und seine Familienverhältnisse sind nicht bekannt.